# Journal of the Natural History Society of Siam
Journal of the Natural History Society of Siam (abreviado J. Nat. Hist. Soc. Siam) fue una revista con ilustraciones y descripciones botánicas que fue editada en Bangkok desde el año 1914 hasta 1925, durante los cuales se publicaron 6 números. Fue reemplazada por Journal of the Siam Society. Natural History Supplement.